# Ricardo Farro
Ricardo Farro  (Lima, 6 de marzo de 1985) es un futbolista peruano que juega como guardameta y su equipo actual es el Foot Ball Club Melgar de la Liga 1.

## Trayectoria

### Alianza Lima
Salido de las canteras del cuadro "íntimo", tendría en 2003, con dieciocho años de edad, su primera experiencia en el primer equipo, siendo el tercer portero por detrás de Gustavo Roverano y Jesús Cisneros. Ese año realizaría su debut profesional, bajo extrañas circunstancias, ya que por aquel entonces, los equipos del campeonato entraron en huelga, con lo cual, a partir de la fecha 16 del Torneo Clausura decidieron presentar jugadores sub-20 a los partidos. Esto permitió que el día sábado 22 de noviembre pudiese realizar su debut ante Estudiantes de Medicina en el estadio Alejandro Villanueva, con un resultado a favor de 7-1. No tuvo la posibilidad de jugar más partidos, ya que el campeonato se suspendería de manera prematura. Siendo parte del plantel, serían ganadores del Clausura, y a la postre: campeones nacionales.

### Deportivo Municipal
Para el año 2004, pasaría a jugar en las filas del Deportivo Municipal, con quienes disputaría la Segunda División, siendo subcampeones y clasificando así a la Copa Perú, logrando llegar hasta la final por el ascenso a Primera División, enfrentando al Sport Áncash. Sería titular en ambos partidos: en el partido de ida jugado en el Rosas Pampa de Huaraz, caerían 1-0, recibiendo un gol en el segundo tiempo; mientras que en el partido de vuelta jugado en el estadio Nacional, volverían a perder, esta vez por 3-1, teniendo responsabilidad en los dos primeros goles, tras tener malas salidas. Quedarían subcampeones, a puertas del ascenso.

### Universidad San Martín
En 2005, retornaría a Primera División de la mano de la Universidad San Martín, donde sería el tercer portero, por detrás de Gustavo Roverano, nuevamente, y Marco Flores. Lograrían quedar en cuarta posición de la tabla acumulada en el Descentralizado de ese año, logrando clasificar por primera vez a la Copa Sudamericana. Al año siguiente, llegaría el portero de la selección nacional: Leao Butrón, en reemplazo de Roverano. En 2007, se sumaría al plantel principal el joven arquero Pedro Gallese, siendo así cuatro porteros en el plantel principal. Conseguirían ganar el Torneo Apertura de aquel año, y posteriormente se consagraron campeones nacionales por primera vez. En 2008, por segundo año consecutivo serían campeones nacionales, mientras que en la Libertadores se quedaron en fase de grupos. En 2009, no pudieron conseguir el tricampeonato nacional consecutivo, sin embargo consiguieron llegar hasta los octavos de final de la Copa Libertadores y la clasificación a la Copa Sudamericana 2010. Este sería el último año de Marco Flores, por lo cual a partir del año siguiente Farro pasaría a ser el "segundo arquero" del equipo.
Para el año 2010, durante el tramo final del campeonato se lesionaría Butrón, con lo cual le llegaría la oportunidad de ser el nuevo dueño del arco "santo". Consiguieron ganar su liguilla, con lo cual se clasificaron a la final nacional, enfrentando al León de Huánuco. Tuvo una gran actuación en el partido de ida jugado en el estadio Heraclio Tapia de Huánuco, logrando salvar en varias oportunidades, hasta que le anotarían tras un saque de esquina, aunque en el tiempo de descuento lograrían empatar el partido 1-1. En el partido de vuelta jugado en el estadio Monumental de Lima, se adelantarían con dos goles, aunque León tendrían un penal a su favor, que Luis Alberto Perea terminaría concretando. Llegado el segundo tiempo, León no estuvo preciso en ofensiva, con lo cual el resultado quedaría con victoria por 2-1, lo cual le daría el tercer título a Farro con San Martín, y el primero como titular.
Tras su buen cierre de año, tuvo propuestas de otros equipos, sin embargo decidió hacer respetar su contrato de dos años con el equipo. Con Leao Butrón todavía lesionado, Farro tendría la oportunidad de ser el portero titular en el debut en la Copa Libertadores 2011. De esta manera, pudo jugar por primera vez en torneos internacionales, atajando en los seis partidos que tuvo el equipo por fase de grupos, compartiendo grupo con Libertad de Paraguay, Once Caldas de Colombia y San Luis de México. Su mejor actuación se daría en la primera fecha, en la victoria de visita por 3-0 a Once Caldas. Recibiría once goles y se posicionarían en tercera posición con seis puntos, quedando de esta manera eliminados. En el plano local, jugaría quince partidos y terminaron en la cuarta posición, clasificando a la Copa Sudamericana.
En 2012, sería relegado nuevamente por Butrón, llegando a jugar únicamente cinco partidos en el año. Aunque de cara a la próxima temporada, Leao Butrón se iría a jugar a Melgar, con lo cual pudo volver a ser titular en 2013. A nivel individual, disputó treinta y un partidos, además de ser el segundo capitán del equipo, por detrás de Josepmir Ballón. A nivel colectivo, el equipo salvó la categoría en las últimas fechas del campeonato. Para el año 2014, comenzó atajando en los primeros tres partidos del año, sin embargo una lesión lo terminaría relegando por cinco meses. A su regreso, se encontraría con un Gallese más consolidado, con lo cual solo terminaría disputando un partido más, en la penúltima fecha del torneo, del cual volverían a salvar la categoría, esta vez en la última fecha. Las buenas actuaciones de Gallese hicieron que sea nueva jugador del Juan Aurich.
De cara a 2015, recuperaría el titularato, teniendo como suplente al recién incorporado Steven Rivadeneyra. Disputaría cuarenta y un partidos de cuarenta y cuatro posibles, únicamente no jugó en los últimos tres partidos del año; además por primera vez fue el primer capitán del equipo. A nivel colectivo, en el primer torneo del año, el Torneo del Inca, alcanzaron las semifinales, donde caerían eliminados ante Alianza Lima por 5-4 en el marcador global; mientras que en la tabla acumulada, salvaron la categoría en la penúltima fecha. En 2016, disputó treinta y nueve partidos de cuarenta y cuatro posibles, salvando la categoría en la antepenúltima fecha.
En 2017, tendría como arquero suplente a Alejandro Duarte. En los primeros veintidós partidos de la temporada, disputó veintiún de ellos. Posteriormente, sería "sentado" por Duarte, disputando únicamente cuatro partidos hasta el final de año, siendo su último partido en la última fecha del torneo, jugando de visitante ante Real Garcilaso, en lo que sería una derrota por 2-1.

### Binacional
Luego de trece años en el club "santo", fichó por el recién ascendido Deportivo Binacional, donde pudo jugar siete meses después de comenzado el torneo, debido a la confianza de "Puchito" Flores por Michael Sotillo. Finalmente, debutó el 16 de septiembre, por la tercera fecha del Torneo Clausura, en la victoria cómo visitantes ante Comerciantes Unidos por 2-1. Posteriormente jugaría ocho partidos más, totalizando nueve. Sería titular en la última fecha, en la cual vencieron en Moquegua a Alianza Lima por 3-2, resultado que los posicionó en la octava posición del campeonato, clasificando así a la Copa Sudamericana.

### Real Garcilaso / Cusco FC
El 21 de diciembre del 2018 ficha por Real Garcilaso por todo el 2019, quienes además disputarían la Copa Libertadores desde la primera fase. Enfrentaron a Deportivo La Guaira de Venezuela, siendo titular en el partido de vuelta. Tras haber perdido la ida por 1-0, el partido de vuelta se jugaba en Cusco, en el cual ganaban por 2-0, sin embargo tras un error en salida de Gustavo Dulanto en el minuto 90+4, Farro no pudo evitar la definición del jugador rival. A pesar de ganar por 2-1, quedarían eliminados por los goles de visita. A lo largo del año fue el suplente natural de Daniel Ferreyra, y jugaría siete partidos más entre Liga 1 y Copa Bicentenario. Finalizaron en la séptima posición de la tabla acumulada, clasificando a la Copa Sudamericana, con lo cual renovó por todo el 2020.
De cara al próximo año, el equipo cambiaba de nombre, pasando a llamarse: Cusco Fútbol Club. Además, tras la salida de Ferreyra, su compañero de competencia en el arco sería Juan Pretel. Por Copa Sudamericana enfrentaron a Audax Italiano de Chile, quien los eliminaría por 2-3 en el marcador global; en ambos partidos fue suplente. De los primeros siete partidos en el año por el torneo nacional, solo disputó un partido. En este momento el torneo fue suspendido por la pandemia de COVID-19. Cinco meses después, se reanudaría la competición enteramente en Lima, uniéndose Carlos Gómez como nuevo portero del equipo. Jugaría solo dos partidos más, uno como titular y otro ingresando desde el banquillo. Finalmente, tendría menos partidos jugados que Pretel y Gómez.

### FBC Melgar
El día 30 de diciembre del 2020, Melgar confirmó su fichaje a través de sus redes sociales para la temporada 2021, en la cual disputarían la Copa Sudamericana. Su labor en el equipo sería la de ser el suplente natural de Carlos Cáceda y brindar su experiencia a los porteros jóvenes del equipo, entre ellos Jorge Cabezudo y Ricardo Bettocchi Matallana. Ese año con el "rojinegro" disputó cuatro partidos, siendo tres de ellos debido a que Cáceda había sido convocado a la selección nacional, mientras que uno por decisión técnica de Néstor Lorenzo. El resto de partidos entre Liga 1 y Sudamericana estuvo en el banco de suplentes, a excepción de dos que se perdió por lesión. Finalizaron en quinta posición el campeonato, clasificando a la Copa Sudamericana. El día 13 de noviembre, se anunció su renovación.
En 2022, no disputó ningún partido con el equipo, ya que compartió el puesto de suplente junto a Cabezudo, quien tuvo la confianza de Lorenzo para disputar algunos partidos. Siendo así, de los cincuenta y cuatro partidos que tuvo Melgar durante el año, en diecinueve estuvo en el banco, siendo dos por Copa Sudamericana. A nivel colectivo, llegaron hasta las semifinales de la Sudamericana y terminaron como subcampeones nacionales. Para 2023, volvería a jugar en cuatro partidos, nuevamente tres porque Cáceda estuvo convocado para la selección y uno por decisión de Mariano Soso; por Copa Libertadores fue suplente en los seis partidos de fase de grupos. Quedaron en cuarto puesto del campeonato nacional, clasificando por segundo año consecutivo a la Libertadores. El día 14 de noviembre, se anunció su renovación por la próxima temporada.
En 2024, pudo disputar dos partidos, ambos en Arequipa y pudiendo guardar su arco en cero. A fines de año renovaría su contrato para la temporada 2025, en la cual pasaría a ser el tercer arquero del equipo, teniendo menos presencia en el banco de suplentes. Ante esto, sería inscrito con el segundo equipo para disputar la Liga 3, donde tendría su debut ante Patriotas FC en Arequipa, ganando 1-0.

## Selección nacional
El buen momento que atravesó a fines de 2010 y comienzos de 2011, le valió para ser convocado por Sergio Markarián a la selección nacional. Tomó parte de algunos microciclos de cara a la Copa América 2011. Sin embargo, no llegaría a ser seleccionado en la lista de veintitrés convocados. Posteriormente, no volvería a recibir ningún llamado.

## Clubes
| Club                   | País | Año           | Partidos |
| ---------------------- | ---- | ------------- | -------- |
| Alianza Lima           | Perú | 2003          | 1        |
| Deportivo Municipal    | Perú | 2004          | ¿?       |
| Universidad San Martín | Perú | 2005-2017     | 187      |
| Deportivo Binacional   | Perú | 2018          | 9        |
| Cusco FC               | Perú | 2019-2020     | 11       |
| FBC Melgar             | Perú | 2021-presente | 10       |
| → FBC Melgar B         | Perú | 2025-presente | 1        |

## Palmarés

### Torneos cortos
| Título          | Club                   | País | Año  |
| --------------- | ---------------------- | ---- | ---- |
| Torneo Clausura | Alianza Lima           | Perú | 2003 |
| Torneo Apertura | Universidad San Martín | Perú | 2007 |
| Torneo Clausura | Universidad San Martín | Perú | 2008 |
| Torneo Apertura | F. B. C. Melgar        | Perú | 2022 |

### Campeonatos nacionales
| Título                    | Club                   | País | Año  |
| ------------------------- | ---------------------- | ---- | ---- |
| Primera División del Perú | Alianza Lima           | Perú | 2003 |
| Primera División del Perú | Universidad San Martín | Perú | 2007 |
| Primera División del Perú | Universidad San Martín | Perú | 2008 |
| Primera División del Perú | Universidad San Martín | Perú | 2010 |